# Гарагонич Іван Георгійович
Іван Георгійович Гарагонич (12 квітня 1917, Чинадійово — 15 квітня 1993, Ужгород) — український радянський партійний і державний діяч. Кандидат у члени ЦК КПУ в 1956—1966 р. Депутат Верховної Ради УРСР 5-го скликання (1959—1963 роки).

## Біографія
Народився 12 квітня 1917 року в селі Чинадійовому (нині селище міського типу Мукачівського району Закарпатської області) в багатодітній селянській родині. Навчався в народній школі, Мукачівській горожанці. З 1934 по 1936 рік — студент Мукачівської торговельної академії (у 1936 році виключений із академії за прокомуністичну політичну діяльність).
З липня 1936 року член Підкарпатської спілки молоді. З 1936 по 1937 рік навчався на курсах партійних робітників Комуністичної партії Чехословаччини в місті Ужгороді.
Член Комуністичної партії Чехословаччини з червня 1937 року. У 1937 році брав участь у антифашиському зльоті молоді у Празі. З жовтня 1937 по березень 1939 року проходив строкову службу в Чехословацькій армії.
З березня 1939 по травень 1940 року перебував на підпільній комуністичній роботі в Закарпатті.
У ніч на 7 травня 1940 року нелегально перейшов угорсько-радянський кордон. Був засуджений до п'яти років виправно-трудових таборів, працював табельником на шахтах Воркути і Печорського басейну. У 1942 році був звільнений і у грудні того ж року вступив до чехословацької військової частини, навчався на офіцерських курсах. Учасник Другої світової війни. Із жовтня 1943 року — командир взводу протитанкової батареї 1-ї Чехословацької бригади. Нагороджений чехословацьким військовим хрестом та радянською медаллю «За відвагу». Був поранений, лікувався в Москві і Гаграх.
З грудня 1944 року на Закарпатті. З січня по березень 1945 року — інструктор організаційно-інструкторського відділу Центрального комітету Комуністичної партії Закарпатської України. З 15 березня 1945 року по вересень 1947 року — перший секретар Мукачівського окружного комітету КП(б)У. 
Навчався у Вищій партійній школі при ЦК КПУ у Києві, яку закінчив у 1950 році. Після закінчення навчання працював другим секретарем, а з грудня 1950 року знову першим секретарем Мукачівського окружного комітету КП(б)У.
З 1951 року по вересень 1952 року — другий секретар Закарпатського обласного комітету КП(б)У. З 1952 року по червень 1955 року керував трестом «Закарпатліспром».
З червня 1955 по червень 1963 року — голова виконавчого комітету Закарпатської обласної ради депутатів трудящих. З травня 1963 по жовтень 1981 року працював на посаді голови Закарпатської обласної спілки споживчої кооперації.
Помер в Ужгороді 15 квітня 1993 року.

## Нагороди
- орден Леніна (5.10.1957)
- медаль «За відвагу»
- чехословацький Військовий хрест